# 50P/Arend
50P/Arend – kometa krótkookresowa, należąca do rodziny Jowisza.

## Odkrycie
Kometa została odkryta 4 października 1951 roku w Observatoire Royal de Belgique w Uccle przez Sylvaina Arenda.

## Orbita komety
Orbita komety 50P/Arend ma kształt elipsy o mimośrodzie 0,53. Jej peryhelium znajduje się w odległości 1,92 j.a., aphelium zaś 6,25 j.a. od Słońca. Jej okres obiegu wokół Słońca wynosi 8,26 roku, nachylenie do ekliptyki to wartość 19,14˚.